# 美国百利金融集团
美国百利金融集团(Peregrine Financial Group Inc. PFG Best)是美國一家金融交易中間商，NFA号0232217。提供各类金融商品、股票期权、期权、零售外汇交易、机构与商业外汇交易、贵金属现货期货、管理基金方面的全方位投资服务，是第二大非结算期货经纪公司，也是全球最大的外汇经纪公司之一。
該公司创立人拉塞尔.华盛道夫，Russell R. Wasendorf, Sr.從1972年開始進入金融交易業，1980年個人全資创立美国百利，是美国历史最为悠久的期货经纪商之一，1990年总部由爱荷华搬迁至芝加哥，2001年發行SFO杂志。2007年外汇月交易额超过千亿美元並收购美国国家交易公司（ANTD）。

## 倒閉
2012年7月百利集团业务陷入困境，並有2.2億美金的客戶資金被挪用去向不明，被勒令暂停营业，2012年7月9日总裁沃森道夫试图自杀未遂。美國商品期貨交易委員會（CFTC）向伊利諾州聯邦法院提訴控告美國百利金融集團及集團唯一所有人兼執行長华盛道夫盜用客戶資金。